# Assia Renana

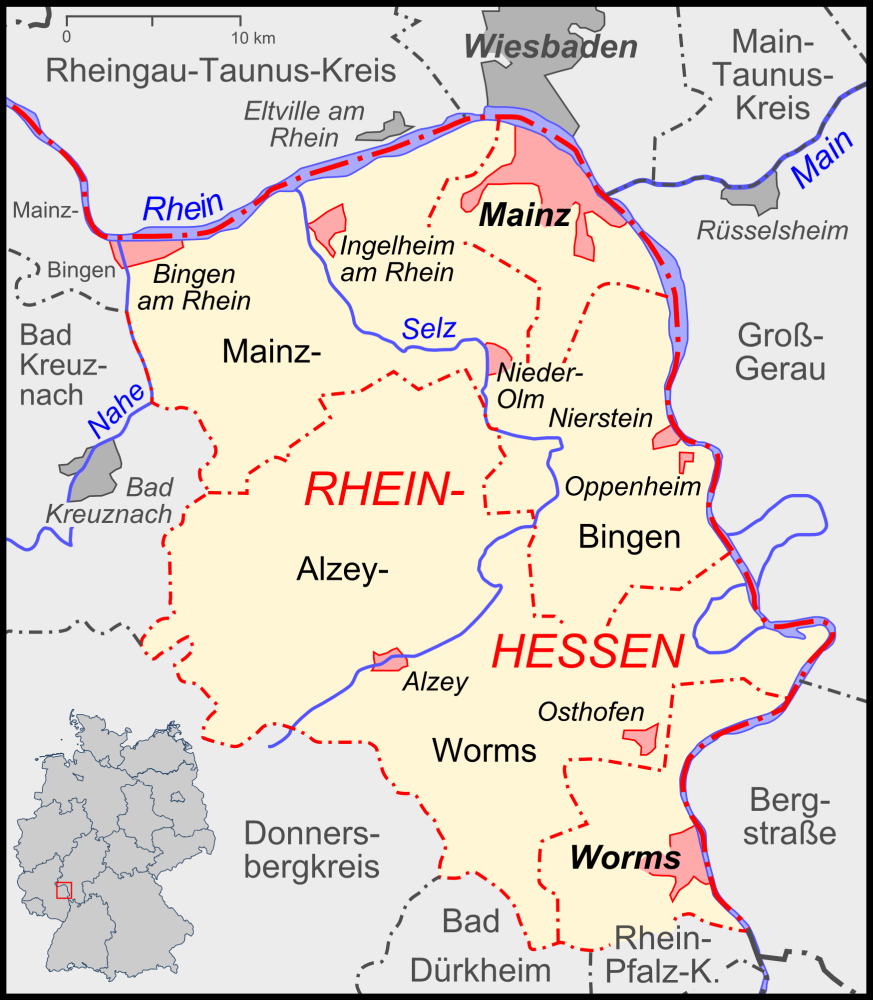
L'Assia Renana

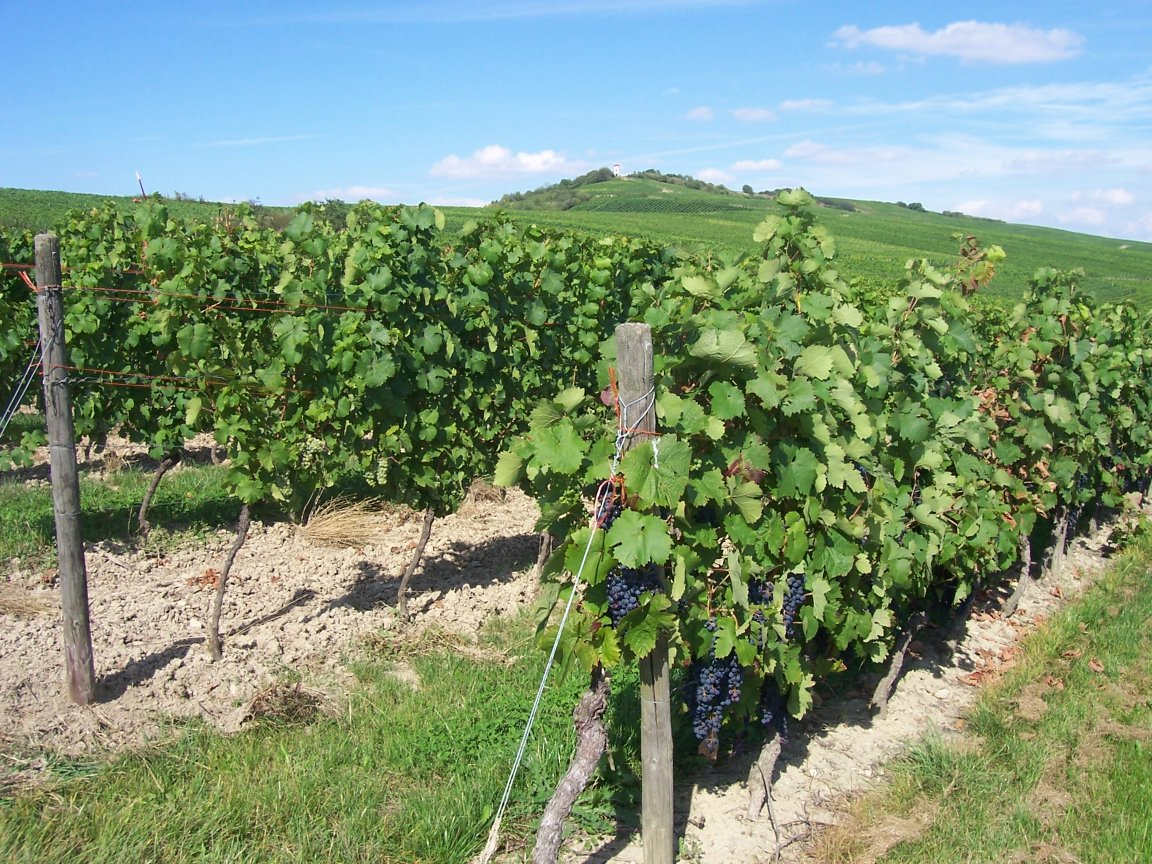
Vigneto a Stadecken

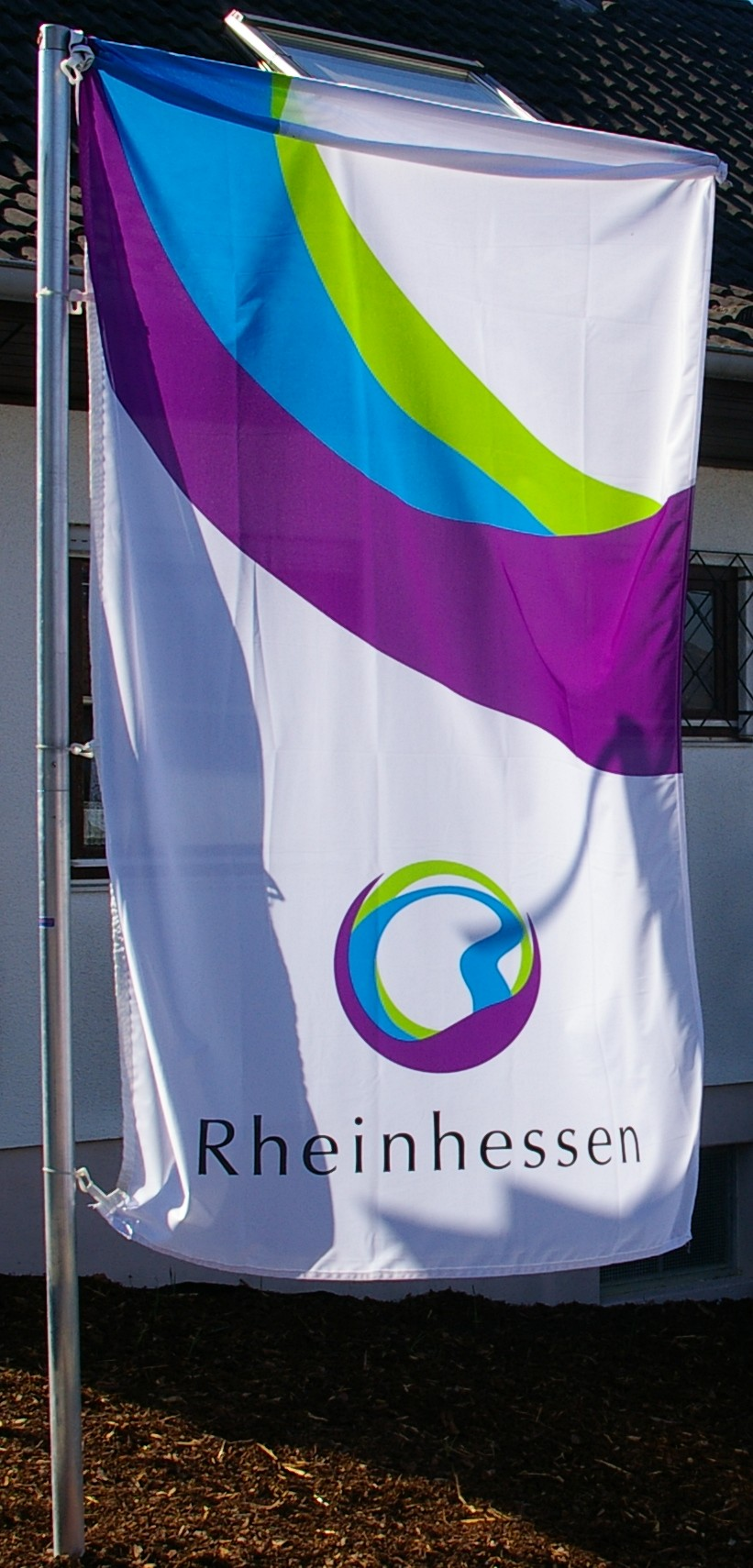
Bandiera dell'Assia Renana

L'Assia Renana (ted. Rheinhessen) è la regione più estesa della Germania per la viticoltura. Si trova a sud del Rheingau e si estende lungo il corso del fiume Reno.
Centro principale della regione è la città di Magonza. 
La definizione di "Assia Renana" si riferisce alla parte del precedente granducato di Assia-Darmstadt. È una campagna collinosa in gran parte dedicata alla viticoltura. I relativi grandi agglomerati urbani includono: Magonza, Worms, Bingen, Alzey, Nieder-Olm e Ingelheim. Molti abitanti sono pendolari che lavorano a Magonza, Wiesbaden, o Francoforte. L'Assia Renana è conosciuta per i vini tedeschi ed è una delle 13 zone di produzione tipica in Germania. Particolarmente vicino a Ingelheim, alcune varietà di vino rosso, inoltre si producono i bianchi, fra cui Portugieser, Pinot Nero e il Regent.
La produzione di questa regione è generalmente orientata a vini ordinari e poco costosi.
Nel paese nascono comunque grandi vini bianchi, spesso considerati come veri riferimenti dell'enologia mondiale. In genere prodotti di cantine cooperative con uve Müller-Thurgau o altri vitigni tedeschi, come per esempio, i vitigni Silvaner, Bacchus, Kerner, Morio-Muskat e Scheurebe Tuttavia nella regione si producono anche eccellenti esempi di vini da uve Riesling. 

## Storia
La viticoltura nella regione si sviluppò rapidamente fino al XIX secolo, con la costruzione delle ferrovie. La prima metà del XX secolo fu un periodo di profonda crisi per la viticoltura dell'Assia Renana, principalmente a causa delle due guerre mondiali che imposero severe restrizioni all'economia del paese.